# Škoda Karoq
Skoda Karoq este al doilea SUV Skoda, lansat în același an cu Škoda Kodiaq. Față de Kodiaq, Karoq dispune de tehnologie de ultimă ora. Este înlocuitorul lui Yeti, fiind momentan cel mai mic SUV al mărcii.